# Maksymilian Chrobok
Maksymilian Chrobok (ur. 11 sierpnia 1911 w Bottrop, zm. 26 lipca 1983 w Rudzie Śląskiej) – działacz społeczny i gospodarczy. Odznaczony Orderem Uśmiechu.

## Życiorys
Po plebiscycie przybył do Polski do miejscowości Łańce. W 1926 ukończył szkołę podstawową w Łańcach. W latach 1926–1928 pracował jako robotnik rolny. Został górnikiem w kopalni "Anna" w Pszowie. W 1935 roku przyjechał do Rudy Śląskiej i podjął pracę w kopalni Walenty-Wawel. Pod koniec sierpnia 1939 został dowódcą plutonu w 75. Pułku Piechoty w Chorzowie. Został ranny w czasie walk o utrzymanie Biłgoraja, Zwierzyńca i Zamościa. Gdy Niemcy zajęli Zamość, uciekł ze szpitala św. Mikołaja i przybył pieszo do Rzuchowa. Po powrocie został wywieziony do niemieckiego obozu Eckernfoerde. Stamtąd został przekazany do pracy w kopalni "Knurów". 22 lutego 1945 został aresztowany przez władze radzieckie pod zarzutem działalności w AK. Został wywieziony na Kaukaz, gdzie pracował w kopalni. W 1947 ponownie powrócił do Rzuchowa, a następnie do Rudy Śląskiej. W 1957 po ukończeniu studiów na Akademii Górniczo-Hutniczej podjął pracę w kopalni "Karol" w Orzegowie.
W 1961 włączył się w życie społeczno-polityczne. Był radnym i zastępcą przewodniczącego Miejskiej Rady Narodowej. W latach 1968–1971 był dyrektorem kopalni Bielszowice. W 1973 został prezesem Towarzystwa Przyjaciół Rudy Śląskiej i dyrektorem Miejskiej Izby Regionalnej.
Został odznaczony Orderem Uśmiechu.
Został pochowany na orzegowskim cmentarzu.
Jego imieniem zostało nazwane muzeum miejskie w Rudzie Śląskiej oraz jedna z rudzkich ulic.